# گیرمو ارناندس
گیرمو ارناندس (اسپانیایی: Guillermo Hernández‎؛ زادهٔ ۲۵ ژوئن ۱۹۴۲) بازیکن فوتبال اهل مکزیک بود.
از باشگاه‌هایی که در آن بازی کرده‌است می‌توان به باشگاه فوتبال آمریکا، باشگاه فوتبال اطلس، و باشگاه فوتبال پوئبلا اشاره کرد.
او همچنین در تیم ملی فوتبال مکزیک بازی کرده‌است.